# Kumatenahalli, Koratagere
Kumatenahalli là một làng thuộc tehsil Koratagere, huyện Tumkur, bang Karnataka, Ấn Độ.